# پتر اسووبودا
پتر اسووبودا (انگلیسی: Petr Svoboda؛ زادهٔ ۱۴ فوریهٔ ۱۹۶۶) بازیکن هاکی روی یخ اهل جمهوری چک بود.
وی همچنین برندهٔ جوایزی همچون جام استنلی شده‌است.
از باشگاه‌هایی که در آن بازی کرده‌است می‌توان به مونترآل کانادینز، تمپا بی لایتنینگ، و فیلادلفیا فلایرز اشاره کرد.